# Philippe de Holstein-Gottorp
Titre
Duc de Schleswig-Holstein-Gottorp
15 juin 1587 – 18 octobre 1590 
(3 ans, 4 mois et 3 jours)
Philippe est un prince de la maison de Holstein-Gottorp né le 10 août 1570 à Gottorp (Schleswig-Holstein) et mort le 18 octobre 1590 dans la même ville.

## Biographie
Philippe est le deuxième fils du duc Adolphe de Holstein-Gottorp et de son épouse Christine de Hesse. Il succède à son frère aîné Frédéric II à la tête du duché de Holstein et du duché de Schleswig à sa mort, en 1587. Comme lui, il meurt jeune et sans laisser d'enfants. Son propre frère cadet, Jean-Adolphe, lui succède.
Il a eu pour précepteur le grammairien français protestant Antoine Cauchie.